# Rencontre d'Anne et Joachim à la Porte Dorée
 (mai 2024).
La mise en forme du texte ne suit pas les recommandations de Wikipédia : il faut le « wikifier ».
Les points d'amélioration suivants sont les cas les plus fréquents. Le détail des points à revoir est peut-être précisé sur la page de discussion.
- Les titres sont pré-formatés par le logiciel. Ils ne sont ni en capitales, ni en gras.
- Le texte ne doit pas être écrit en capitales (les noms de famille non plus), ni en gras, ni en italique, ni en « petit »…
- Le gras n'est utilisé que pour surligner le titre de l'article dans l'introduction, une seule fois.
- L'italique est rarement utilisé : mots en langue étrangère, titres d'œuvres, noms de bateaux, etc.
- Les citations ne sont pas en italique mais en corps de texte normal. Elles sont entourées par des guillemets français : « et ».
- Les listes à puces sont à éviter, des paragraphes rédigés étant largement préférés. Les tableaux sont à réserver à la présentation de données structurées (résultats, etc.).
- Les appels de note de bas de page (petits chiffres en exposant, introduits par l'outil «  Source ») sont à placer entre la fin de phrase et le point final[comme ça].
- Les liens internes (vers d'autres articles de Wikipédia) sont à choisir avec parcimonie. Créez des liens vers des articles approfondissant le sujet. Les termes génériques sans rapport avec le sujet sont à éviter, ainsi que les répétitions de liens vers un même terme.
- Les liens externes sont à placer uniquement dans une section « Liens externes », à la fin de l'article. Ces liens sont à choisir avec parcimonie suivant les règles définies. Si un lien sert de source à l'article, son insertion dans le texte est à faire par les notes de bas de page.
- La présentation des références doit suivre les conventions bibliographiques. Il est recommandé d'utiliser les modèles {{Ouvrage}}, {{Chapitre}}, {{Article}}, {{Lien web}} et/ou {{Bibliographie}}. Le mode d'édition visuel peut mettre en forme automatiquement les références.
- Insérer une infobox (cadre d'informations à droite) n'est pas obligatoire pour parachever la mise en page.

Pour une aide détaillée, merci de consulter Aide:Wikification.
Si vous pensez que ces points ont été résolus, vous pouvez retirer ce bandeau et améliorer la mise en forme d'un autre article.
 (mai 2024).
Si vous disposez d'ouvrages ou d'articles de référence ou si vous connaissez des sites web de qualité traitant du thème abordé ici, merci de compléter l'article en donnant les références utiles à sa vérifiabilité et en les liant à la section « Notes et références ».
La Rencontre d'Anne et Joachim à la Porte Dorée est un récit des parents de la Vierge Marie, Joachim et Anne se rencontrant à la Porte dorée de Jérusalem, en apprenant qu'elle portera un enfant. Cela n'est pas dans le Nouveau Testament, mais se trouve dans le Protévangile de Jacques et d'autres récits apocryphes ; le récit fut admis par l'église. Il figure dans La Légende dorée de Jacques de Voragine et d'autres récits célèbres. L'histoire est un sujet populaire dans les fresques de la Vie de la Vierge en art. 

## Histoire
L'œuvre de Benedict Chelidonius décrit l'histoire du couple marié Joachim et Anne, qui, bien qu'ils soient dévoués l'un à l'autre, sont profondément malheureux puisqu'ils sont sans enfants, qu'ils prennent comme un signe qu'ils doivent avoir été rejetés par Dieu. Un ange informe Anne qu'elle concevra, tandis qu'au même instant lui demandant d'aller retrouver son époux à la cité dorée de Jérusalem. Lorsqu'ils se retrouvent, le couple s'enlace dans la joie. Selon Chelidonius : « Anne folle de joie s'est jetée dans les bras de son mari ; ensemble ils se réjouissent de l'honneur qui leur fut accordé dans la forme d'un enfant. Qu'ils savaient du messager divin que l'enfant serait une Reine, puissante aux cieux et sur terre. » Dans les représentations traditionnelles de l'occasion, le couple s'étreint, mais ne s'embrasse pas.

## Implications théologiques
Cette scène représentait la conception de Marie, et est une première scène dans les nombreuses fresques de la Vie de la Vierge, l'équivalent de l'Annonciation représentant la conception de Jésus. Selon certains spectateurs médiévaux, le baiser était une représentation littérale de l'instant de la conception de Marie, tandis que pour d'autres il s'agissait d'une représentation symbolique. Les personnages principaux seraient accompagnés, Anne généralement avec des femmes et Joachim avec des bergers. L'archange Gabriel, toujours représenté dans les Annonciations, peut également y apparaître. Parfois d'autres saints sont inclus.
Le XIVe et le XVe siècle furent l'apogée des représentations. Dans un livre de Messe français de 1410, Anne et Joachim sont représentés devant une structure ressemblant à un château représentant la Porte Dorée. L'image précède la Messe de la Fête de la Conception de la Vierge Marie. Des représentations plus allégoriques de l'Immaculée Conception, avec une Marie adulte, remplacent progressivement cette scène en représentant la doctrine.
L'église a développé la doctrine que la Vierge Marie était, uniquement, conçue sans péché originel ; connu en tant que la doctrine de l'Immaculée Conception (qui fait référence à la conception de Marie, non celle de Jésus). Au Moyen Âge, la doctrine demeura controversée, opposée par Thomas d'Aquin et son ordre dominicain, mais soutenue par Jean Duns Scot et son ordre franciscain. D'Aquin dans la Somme théologique affirma que la bienheureuse Vierge Marie fut conçue par une union de chair de ses parents et par conséquent s'exposa au péché originel, mais qu'elle fut purifiée avant sa naissance. L'Immaculée Conception a été définie comme dogme en 1854, par le pape Pie IX.

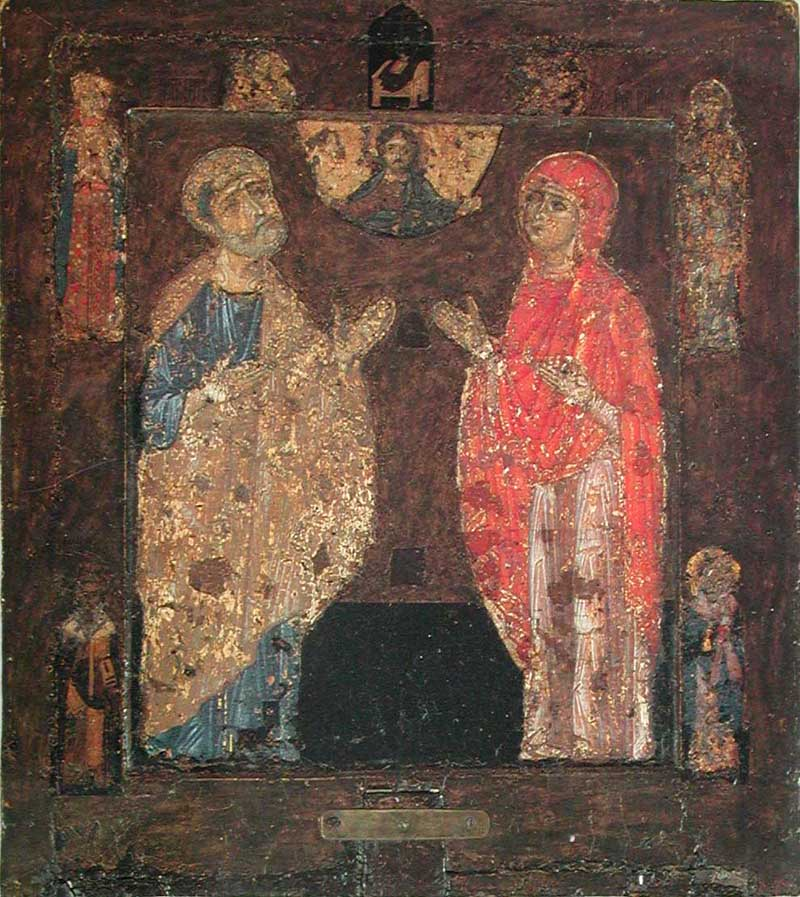
Icône russe, peut-être avant 1169
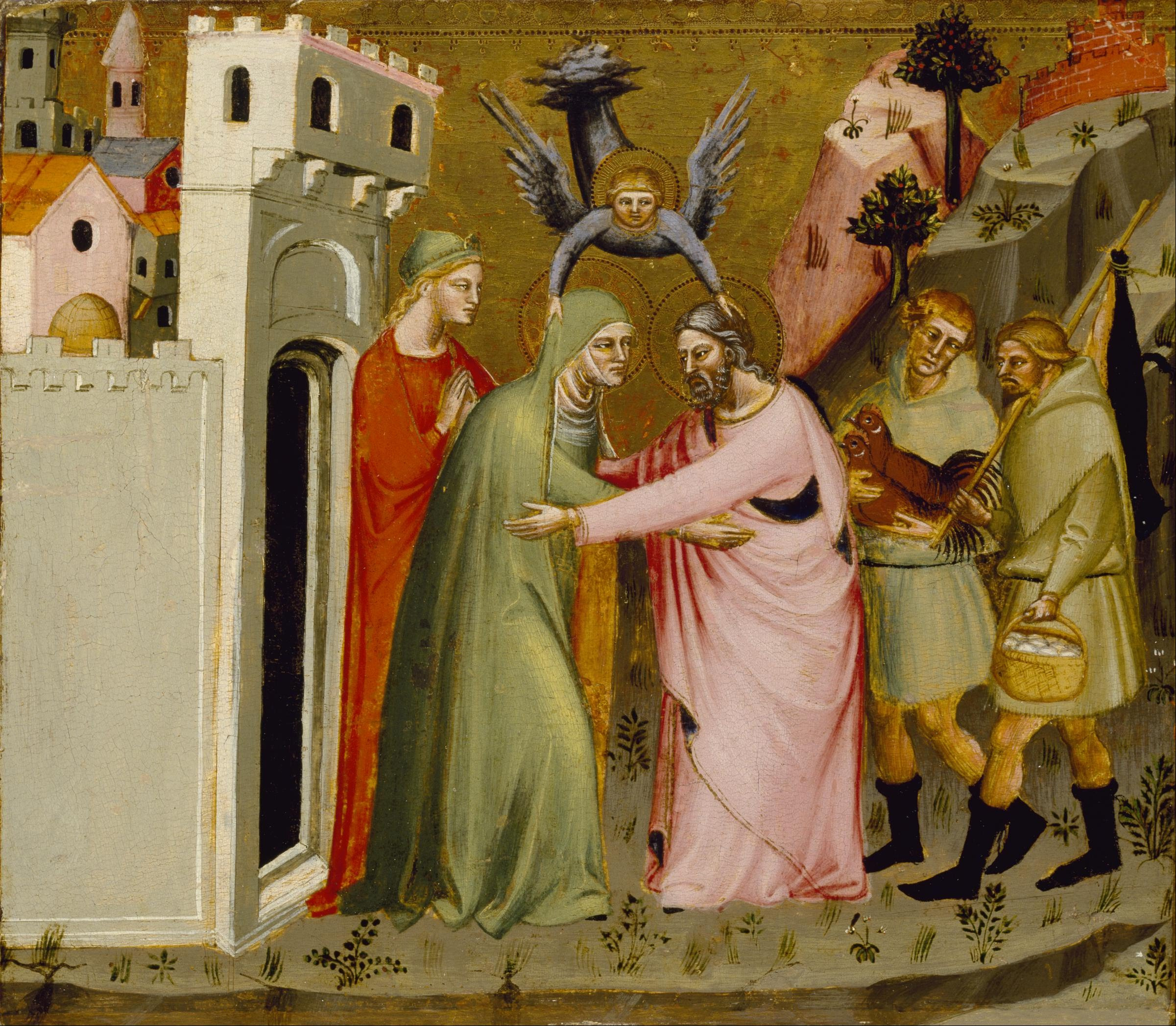
Maître de la Porte Dorée, fin du XIVe siècle
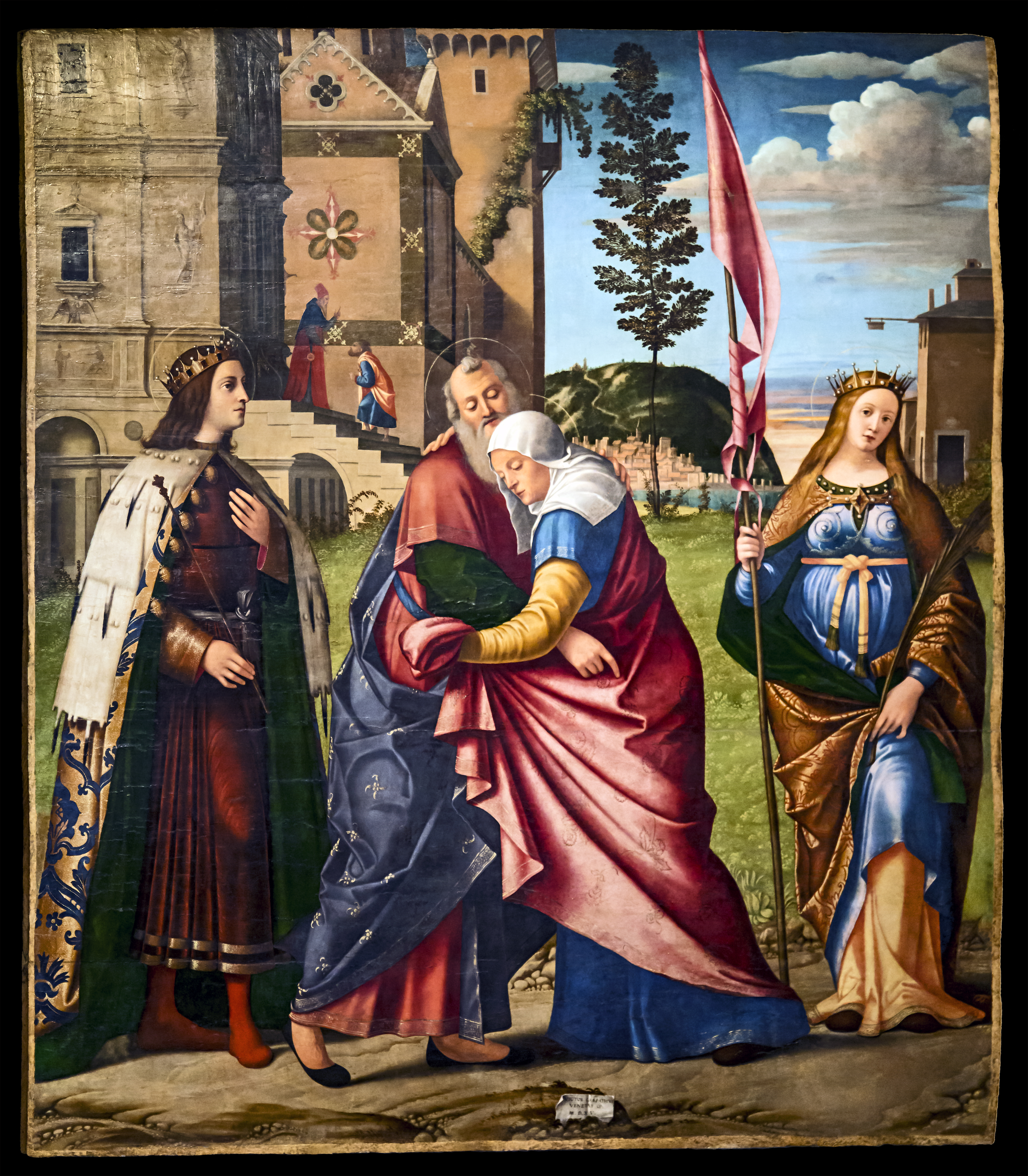
Carpaccio, avec saint Louis IX et sainte Liberata.
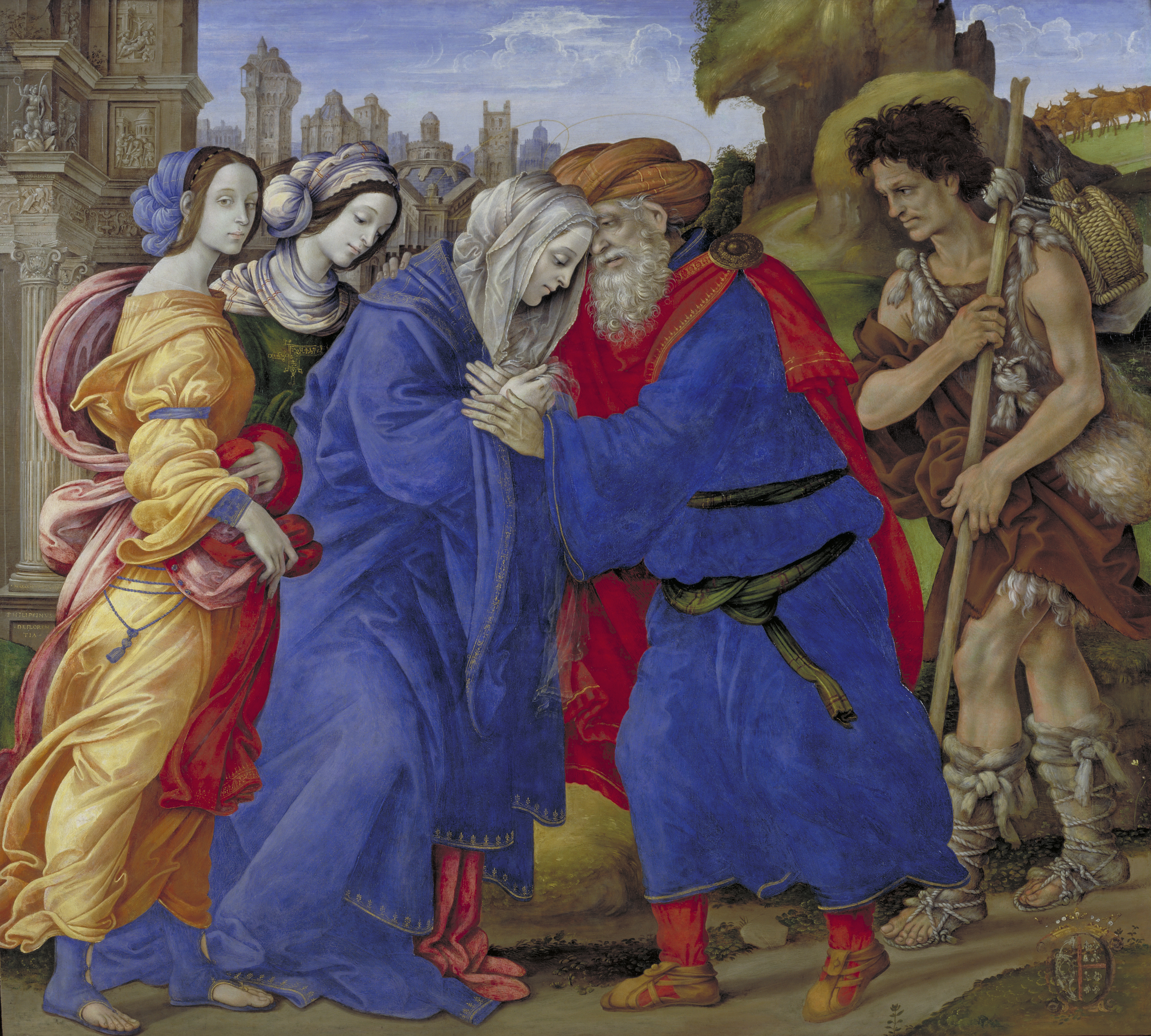
Fra Filippo Lippi, 1497
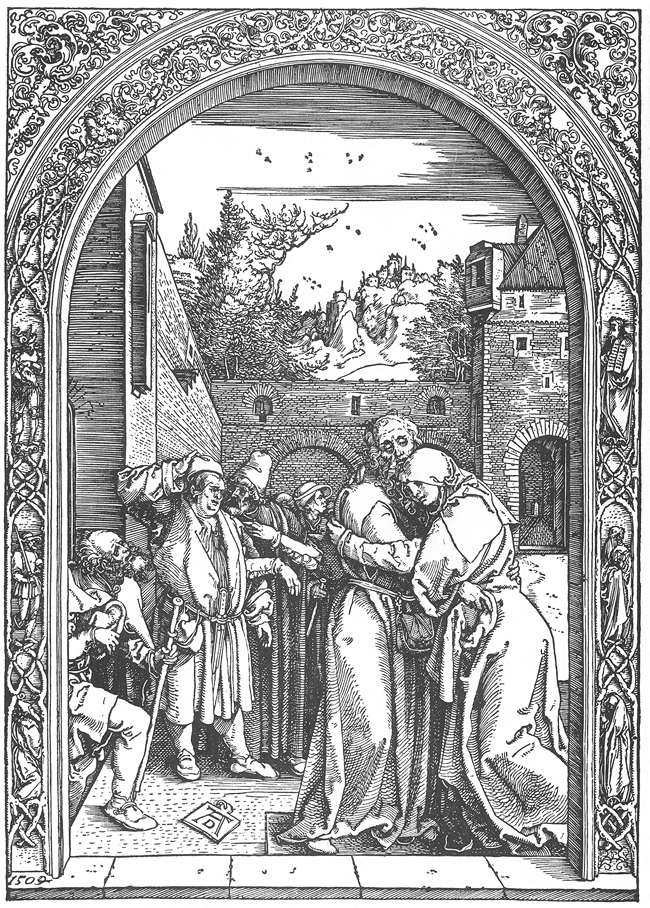
Joachim et Anne à la Porte dorée
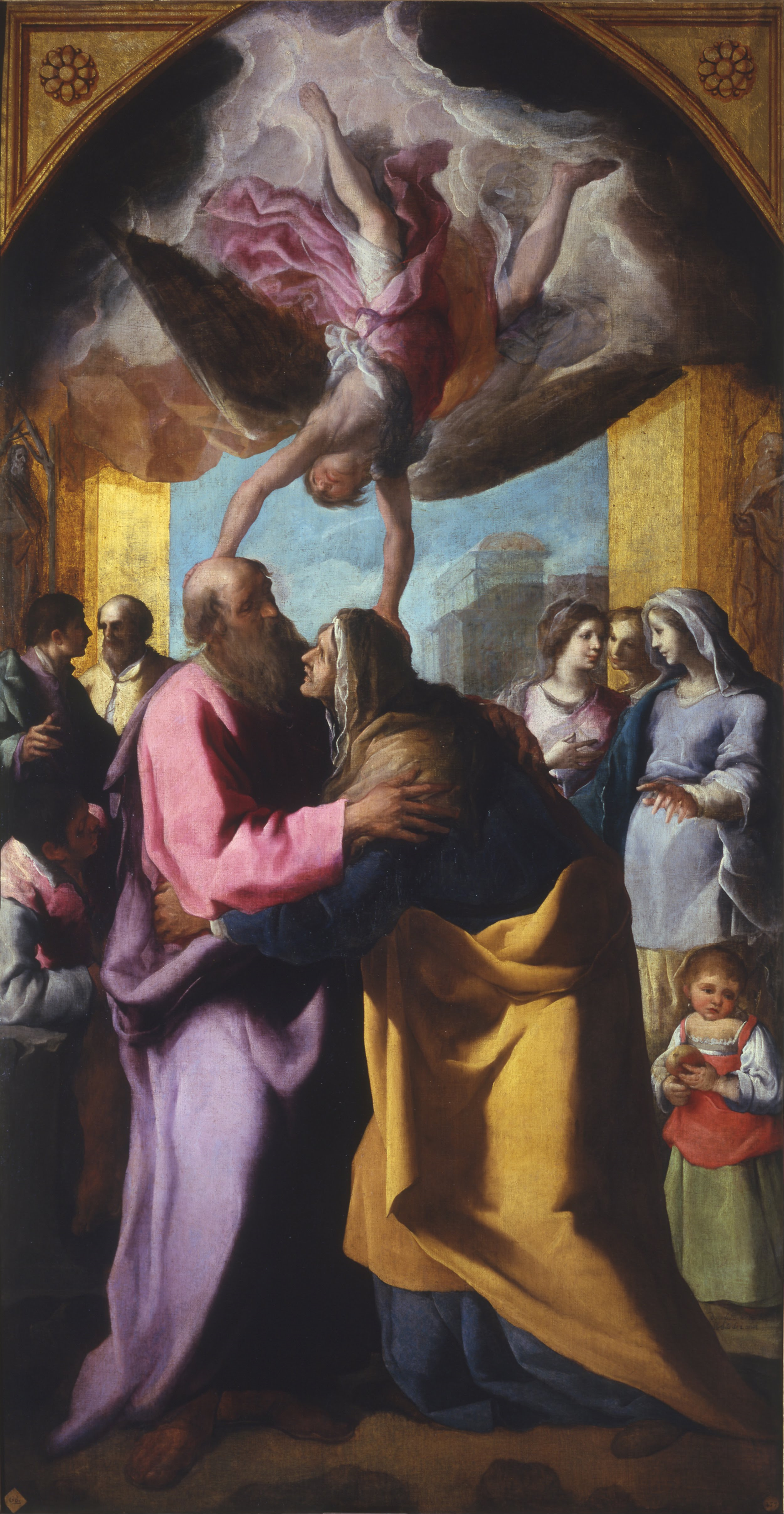
Eugenio Cajés, 1605 ; la scène est devenue moins fréquente désormais